# Johann Friedrich Gontard-Wichelhausen
Johann Friedrich Gontard-Wichelhausen (* 10. April 1761 in Frankfurt am Main; † 11. April 1843 ebenda) war ein Kaufmann und Politiker der Freien Stadt Frankfurt aus der Familie Gontard.
Gontard war Handelsmann in Frankfurt am Main. Er heiratete Amalie Sophie Wichelhausen (1769–1831) und nannte sich fortan Gontard-Wichelhausen. Der gemeinsame Sohn Alexander Gontard wurde ebenfalls Bankier und Abgeordneter.
Von 1818 bis 1825 war er Mitglied der Frankfurter Handelskammer. Daneben war er Handelsrichter. 1820, 1824, 1827 und von 1830 bis 1832 gehörte er dem Gesetzgebenden Körper der Freien Stadt Frankfurt an.